# Vladimir Petrović (nogometaš, 1955.)
Vladimir "Pižon" Petrović (Beograd, 1. srpnja 1955.), srbijanski nogometaš i nogometni trener hrvatskoga podrijetla. Igrao u veznom redu. Rođen u obitelji Hrvata. Otac mu je (Vjekoslav) Slavko, a djed Alojzije. Karijeru je napravio u beogradskoj Crvenoj zvezdi. Iz Zvezde je otišao u Englesku u Arsenal, zatim nakon godine dana u Belgiju u Royal Antwerp gdje je ostao par sezona. Iz Antwerpena je otišao u francuski Brest gdje nakon sezone se vratio u Belgiju u Standard iz Liegea. Nakon godine dana vratio se u Francusku, u Nancy, u kojem je završio karijeru. Za jugoslavensku reprezentaciju odigrao je 34 utakmice u razdoblju od 1973. do 1982. godine. Nastupio je na dva svjetska prvenstva. Od 1996. godine je u trenerskim vodama. Vodio je klubove iz Srbije, Cipra, Bjelorusije, Kine, Rumunjske, Irak i Jemen.

## Vanjske poveznice
- Srbijanska nogometna reprezentacija
- Dvorana slavnih Crvene zvezde